# Coppa del mondo di marcia 1963
La Coppa del mondo di marcia 1963 (1963 IAAF World Race Walking Cup) si è svolta a Varese, in Italia, dall'11 al 13 ottobre.

## Medagliati

### Uomini
| Specialità     | Oro           | Prestazione | Argento       | Prestazione | Bronzo            | Prestazione |
| 20 km          | Ken Matthews  | 1h30'10"    | Paul Nihill   | 1h33'18"    | Antal Kiss        | 1h33'38"    |
| 50 km          | István Havasi | 4h14'25"    | Ray Middleton | 4h17'15"    | Ingvar Pettersson | 4h19'11"    |
| Gara a squadre | Gran Bretagna | 93 pt.      | Ungheria      | 64 pt.      | Svezia            | 28 pt.      |